# Pentatlo moderno nos Jogos Olímpicos de Verão de 2020 - Feminino
O evento feminino do pentatlo moderno nos Jogos Olímpicos de Verão de 2020 foi realizado em 5 e 6 de agosto de 2021 em dois locais: Musashino Forest Sport Plaza (esgrima) e Estádio de Tóquio (natação, equitação e laser run). Um total de 36 pentatletas de 23 Comitês Olímpicos Nacionais (CON) participaram do evento.

## Qualificação
Apenas pentatletas individuais poderiam se qualificar no evento feminino, garantindo que um CON inscrevesse no máximo duas competidoras. Se mais de duas pentatletas estivessem elegíveis, a vaga ociosa seria redistribuída.
As primeiras vagas foram atribuídas através dos cinco campeonatos continentais, que entregaram vinte vagas: uma para a África e a Oceania cada, cinco para a Ásia, oito para a Europa e cinco para as Américas. O vencedor da final da Copa do Mundo de 2019 da União Internacional de Pentatlo Moderno (UIPM) e os dois melhores dos Campeonato Mundiais de 2019 e 2021 também se garantiram. As vagas restantes foram distribuídas através do ranking mundial de 14 de junho de 2021.

## Calendário
Horário local (UTC+9)
| Data                | Horário | Fase                       |
| ------------------- | ------- | -------------------------- |
| 5 de agosto de 2021 | 13:00   | Esgrima (ranqueamento)     |
| 6 de agosto de 2021 | 14:30   | Natação                    |
| 6 de agosto de 2021 | 15:45   | Esgrima (bônus)            |
| 6 de agosto de 2021 | 17:15   | Equitação                  |
| 6 de agosto de 2021 | 19:30   | Laser run (tiro e corrida) |

## Medalhistas
| Ouro   | GBR Kate French        |
| Prata  | LTU Laura Asadauskaitė |
| Bronze | HUN Sarolta Kovács     |

## Resultados
Trinta e seis atletas participaram, com a ordem de término da corrida no laser run determinando a classificação final do evento.
Legenda
 ♦  Pontuação mais alta registrada em cada evento.
| Pos.              | Pentatleta            | CON                | Natação Tempo (Pts.) | Esgrima Vitórias ER+EB (Pts.) | Equitação Tempo (Pts.) | Laser run Tempo (Pts.) | Total |
| ----------------- | --------------------- | ------------------ | -------------------- | ----------------------------- | ---------------------- | ---------------------- | ----- |
| Medalha de ouro   | Kate French           | GBR Grã-Bretanha   | 2:10.18 (290)        | 20+1 (221)                    | 86.26 (294)            | 12:00.34 (580)         | 1385  |
| Medalha de prata  | Laura Asadauskaitė    | LTU Lituânia       | 2:17.21 (276)        | 15+2 (192)                    | 77.09 (300)♦           | 11:38.37 (602)♦        | 1370  |
| Medalha de bronze | Sarolta Kovács        | HUN Hungria        | 2:07.71 (295)        | 20+1 (221)                    | 77.19 (293)            | 12:21.42 (559)         | 1368  |
| 4                 | Alice Sotero          | ITA Itália         | 2:07.88 (295)        | 21+1 (227)                    | 81.35 (285)            | 12:24.38 (556)         | 1363  |
| 5                 | İlke Özyüksel         | TUR Turquia        | 2:15.89 (279)        | 14+1 (185)                    | 79.40 (293)            | 11:47.64 (593)         | 1350  |
| 6                 | Élodie Clouvel        | FRA França         | 2:07.51 (295)        | 16+0 (196)                    | 74.08 (293)            | 12:17.78 (563)         | 1347  |
| 7                 | Gintarė Venčkauskaitė | LTU Lituânia       | 2:18.37 (274)        | 12+1 (173)                    | 72.74 (300)♦           | 11:44.37 (596)         | 1343  |
| 8                 | Anastasiya Prokopenko | BLR Bielorrússia   | 2:25.01 (260)        | 18+0 (208)                    | 83.49 (283)            | 11:49.38 (591)         | 1342  |
| 9                 | Uliana Batashova      | ROC                | 2:11.14 (288)        | 23+1 (239)                    | 77.61 (293)            | 12:59.27 (521)         | 1341  |
| 10                | Marie Oteiza          | FRA França         | 2:10.15 (290)        | 19+1 (215)                    | 87.70 (293)            | 12:44.75 (536)         | 1334  |
| 11                | Kim Se-hee            | KOR Coreia do Sul  | 2:16.36 (278)        | 24+2 (246)                    | 76.09 (286)            | 13:00.70 (520)         | 1330  |
| 12                | Michelle Gulyás       | HUN Hungria        | 2:07.48 (296)        | 20+0 (220)                    | 103.90 (243)           | 12:14.76 (566)         | 1325  |
| 13                | Elena Potapenko       | KAZ Cazaquistão    | 2:13.99 (283)        | 20+2 (222)                    | 84.19 (289)            | 12:52.37 (528)         | 1322  |
| 14                | Jo Muir               | GBR Grã-Bretanha   | 2:14.52 (281)        | 13+1 (179)                    | 78.81 (293)            | 12:15.13 (565)         | 1318  |
| 15                | Mayan Oliver          | MEX México         | 2:24.16 (262)        | 16+0 (196)                    | 76.62 (293)            | 12:21.48 (559)         | 1310  |
| 16                | Mariana Arceo         | MEX México         | 2:16.65 (277)        | 15+4 (184)                    | 70.61 (293)            | 12:32.16 (548)         | 1302  |
| 17                | Kim Sun-woo           | KOR Coreia do Sul  | 2:12.87 (285)        | 19+0 (214)                    | 82.26 (284)            | 13:07.80 (513)         | 1296  |
| 18                | Volha Silkina         | BLR Bielorrússia   | 2:15.22 (280)        | 21+0 (217)                    | 89.07 (274)            | 12:59.81 (521)         | 1292  |
| 19                | Haydy Morsy           | EGY Egito          | 2:24.35 (262)        | 20+0 (221)                    | 80.91 (293)            | 13:07.69 (513)         | 1289  |
| 20                | Anna Maliszewska      | POL Polônia        | 2:17.23 (276)        | 18+0 (208)                    | 112.27 (234)           | 12:15.02 (565)         | 1283  |
| 21                | Samantha Schultz      | USA Estados Unidos | 2:15.78 (279)        | 9+1 (155)                     | 84.37 (289)            | 12:25.56 (555)         | 1278  |
| 22                | Zhang Xiaonan         | CHN China          | 2:21.44 (268)        | 19+0 (204)                    | 76.22 (293)            | 13:10.16 (510)         | 1275  |
| 23                | Rena Shimazu          | JPN Japão          | 2:10.65 (289)        | 14+0 (184)                    | 90.72 (252)            | 12:34.40 (546)         | 1271  |
| 24                | Natalya Coyle         | IRL Irlanda        | 2:13.88 (283)        | 23+1 (239)                    | 109.81 (234)           | 13:08.51 (512)         | 1268  |
| 25                | Zhang Mingyu          | CHN China          | 2:15.23 (280)        | 16+3 (199)                    | 75.69 (286)            | 13:17.67 (503)         | 1268  |
| 26                | Leydi Moya            | CUB Cuba           | 2:17.96 (275)        | 15+1 (191)                    | 89.20 (291)            | 13:16.65 (504)         | 1261  |
| 27                | Marina Carrier        | AUS Austrália      | 2:17.35 (276)        | 18+0 (208)                    | 84.73 (296)            | 13:43.86 (477)         | 1257  |
| 28                | Rebecca Langrehr      | GER Alemanha       | 2:17.38 (276)        | 20+1 (221)                    | 116.17 (220)           | 12:49.26 (531)         | 1248  |
| 29                | Amira Kandil          | EGY Egito          | 2:15.14 (280)        | 18+1 (199)                    | 99.78 (250)            | 13:28.34 (492)         | 1221  |
| 30                | Alise Fakhrutdinova   | UZB Uzbequistão    | 2:16.45 (278)        | 16+0 (196)                    | 117.93 (226)           | 13:55.66 (465)         | 1165  |
| 31                | Annika Schleu         | GER Alemanha       | 2:16.99 (277)        | 29+0 (274)♦                   | DSQ (0)                | 12:43.20 (537)         | 1088  |
| 32                | Gulnaz Gubaydullina   | ROC                | 2:07.31 (296)♦       | 14+0 (184)                    | DSQ (0)                | 12:07.58 (573)         | 1053  |
| 33                | Elena Micheli         | ITA Itália         | 2:09.22 (292)        | 17+6 (208)                    | DSQ (0)                | 12:31.91 (549)         | 1049  |
| 34                | Natsumi Takamiya      | JPN Japão          | 2:11.54 (287)        | 14+1 (185)                    | DSQ (0)                | 13:07.72 (513)         | 985   |
| 35                | Marcela Cuaspud       | ECU Equador        | 2:27.91 (255)        | 4+0 (124)                     | DSQ (0)                | 13:39.94 (481)         | 860   |
| 36                | Maria Iêda Guimarães  | BRA Brasil         | 2:32.16 (246)        | 14+0 (184)                    | DSQ (0)                | DNF (0)                | 430   |

Legenda
| Recorde mundial      | Recorde mundial (World record)               |                       | Recorde africano                      | Recorde africano (African) |                                           | Q | Classificado por posição (Qualified) |
| Recorde olímpico     | Recorde olímpico (Olympic record)            | Recorde da América    | Recorde da América (Americas)         | q                          | Classificado por melhor tempo (Qualified) |   |                                      |
| Melhor marca do ano  | Melhor marca do ano (World leading)          | Recorde asiático      | Recorde asiático (Asian)              | DNS                        | Não largou (Did not start)                |   |                                      |
| Recorde nacional     | Recorde nacional (National record)           | Recorde europeu       | Recorde europeu (European)            | DNF                        | Não terminou (Did not finish)             |   |                                      |
| Recorde pessoal      | Recorde pessoal do atleta (Personal best)    | Recorde da Oceania    | Recorde da Oceania (Oceania)          | DSQ / DQ                   | Desclassificado (Disqualified)            |   |                                      |
| Recorde da temporada | Recorde da temporada do atleta (Season best) | Recorde sul-americano | Recorde sul-americano (South America) | NM                         | Sem marca (No mark)                       |   |                                      |

## Recordes
| Recordes olímpicos quebrados durante os Jogos de 2020 | Recordes olímpicos quebrados durante os Jogos de 2020 | Recordes olímpicos quebrados durante os Jogos de 2020 |
| ----------------------------------------------------- | ----------------------------------------------------- | ----------------------------------------------------- |
| Natação                                               | ROC Gulnaz Gubaydullina                               | 2:07.31 (296 pts)                                     |
| Esgrima                                               | GER Annika Schleu                                     | 29V (274 pts)                                         |
| Laser run                                             | LTU Laura Asadauskaitė                                | 11:38.37 (602 pts)                                    |
| Total                                                 | GBR Kate French                                       | 1385 pts                                              |